# Сіім Каллас
Сі́ім Ка́ллас (ест. Siim Kallas; нар. 2 жовтня 1948, Таллінн) — естонський та європейський політичний діяч.
Колишній лідер ліберальної естонської Партії реформ, яка обстоює вільні ринкові відносини, та колишній віцепрезидент Ліберального інтернаціоналу. У різний час обіймав посади прем'єр-міністра, міністра фінансів і міністра закордонних справ Естонії та був депутатом естонського парламенту.
Був одним з п'ятьох заступників Голови Європейської комісії Проді та  Єврокомісаром з питань транспорту та одним з п'ятьох заступників Голови другої комісії Баррозу.

## Освіта
- 1967—1972 Тартуський університет, Бюджет і фінанси, магістр наук.
- 1968—1972 Військова кафедра Тартуського університету, лейтенант
- 1972—1975 Тартуський університет, Економіка охорони довкілля, кандидат наук

У часи радянської окупації був високопоставленим членом КПРС.

## Кар'єра
- 1975—1979 рр.: Спеціаліст Міністерства фінансів Естонської РСР
- 1979—1986 рр.: Голова Центрального правління ощадних кас
- 1986—1989 рр.: Заступник головного редактора партійної газети комуністів Rahva Hääl
- 1989—1991 рр.: Голова Центральної спілки профспілок Естонії
- 1989—1991 рр.: Депутат Верховної ради СРСР
- 1991—1995 рр.: Голова Банку Естонії
- 1995—2004 рр.: Депутат парламенту Естонської республіки
- 1995—1996 рр.: Міністр закордонних справ
- 1996 р.: Голова Комітету міністрів Ради Європи
- 1999—2002 р.: Міністр фінансів
- 2002—2003 рр.: Прем'єр-міністр
- 2004—2004 рр.: Єврокомісар в економічних та монетарних справах спільно з Хоакіном Альмунія
- 2004—2010 рр.: Єврокомісар з адміністративних справ, аудиту і боротьби з фінансовими махінаціями та заступник Голови Комісії
- 2010– : Єврокомісар з питань транспорту та заступник Голови Комісії

## Особисте життя
Знання мов: активне: естонська (рідна), англійська (основна робоча мова), фінська, російська, німецька. Пасивне: французька. Одружений з доктором Крісті Каллас. У нього є син та донька. Остання (Кая Каллас) є депутатом парламенту Естонії (Рійгікогу) і прем'єр-міністром. Предки Сійма Калласа були естонського та балто-німецького походження.
Каллас був активним учасником відновлення естонської державності.